# Krucyfiks mistyczny

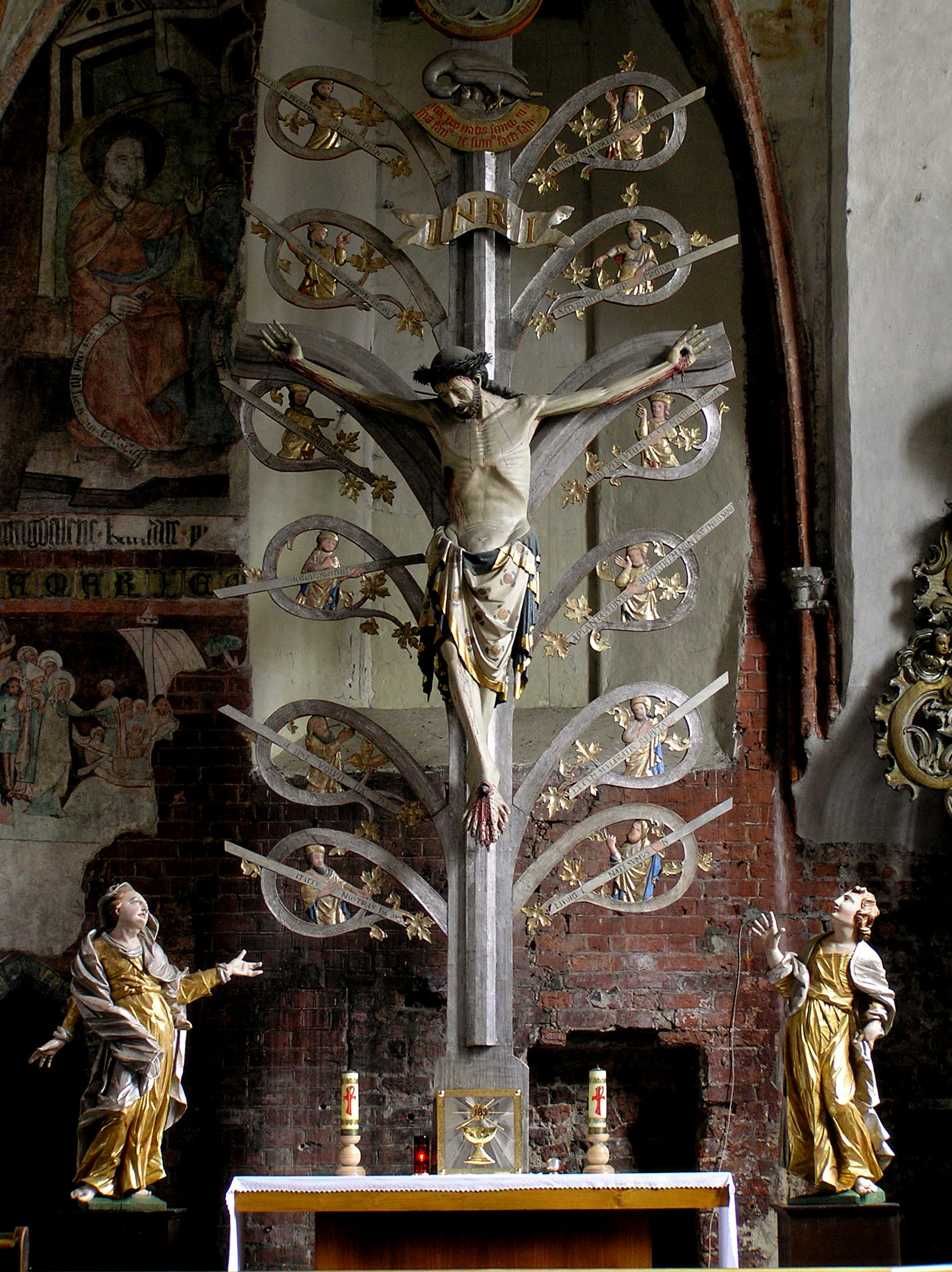
Krucyfiks mistyczny z dawnego kościoła Dominikanów w Toruniu. Obecnie w kościele Św. Jakuba w Toruniu

Krucyfiks mistyczny – w sztukach plastycznych wizerunek Jezusa na krzyżu mający związek z chrześcijańską mistyką,  służący do rozmaitych praktyk dewocyjnych: modlitwy, kontemplacji, medytacji etc. Tego typu krucyfiksy różnią się przedstawień  reprezentacyjnych i narracyjnych (historycznych) i zazwyczaj są samodzielnymi dziełami. Pojęcie krucyfiksu mistycznego dotyczy głównie wolnostojących krucyfiksów, niezależnych od większej struktury (np. retabulum ołtarzowe) lub narracji (np. cykle obrazowe). Wyodrębnienie takiego krucyfiksu od przestrzeni liturgicznej i umieszczenie go w osobnej przestrzeni (np. w odrębnej kaplicy przy kościele) umożliwiało głębszą relację między modlącą się osobą a podmiotem (tutaj Chrystusem). Jedno z przedstawień dewocyjnych. 
Krucyfiksy mistyczne upowszechniły się w średniowieczu i przybierały rozmaity charakter, w zależności od stylu, preferowanej praktyki mistycznej etc. Inspiracją dla takich przedstawień były m.in. hymn Vexilla Regis prodeunt, pisma Tertuliana,  franciszkana św. Bonawentury oraz mistyków nadreńskich: dominikanów Mistrza Eckharta, Jana Taulera i Henryka Suzo. Wizerunki o charakterze mistycznym w tym krucyfiksy, były preferowane w środowiskach zakonnych. 
Częstokroć na tego typu przedstawieniach Chrystus wisi nie na krzyżu, lecz na drzewie, lub krzyżu imitującym kształt drzewa. Z pnia wyrastają konary i gałęzie, które przybierają stylizowaną formę. Pośrodku ukazywano Chrystusa, zaś na końcówkach gałęzi proroków i patriarchów. Forma jest aluzją do biblijnego Drzewa Poznania (Lignum vitae). Przykładem jest krucyfiks z dawnego kościoła Dominikanów w Toruniu, obecnie w kościele Św. Jakuba, farze toruńskiego Nowego Miasta. 
Częstokroć krucyfiks mistyczny przybiera formę łączącą drzewo i krzyż. Boczne ramiona mają esoidalne wygięcia, na nich znajdują się pęki lub odrosty gałęzi. Przykładem jest tympanon portalu północnego w kolegiacie Świętego Krzyża na Ostrowie Tumskim we Wrocławiu, gdzie ukazana jest Trójca Święta w typie Tronu Łaski (Bóg Ojciec trzyma w rękach krzyż mistyczny z Chrystusem, ponad Nim gołębica Ducha Świętego) adorowana przez parę książęcą Henryka Probusa i Matyldę Brandenburską. 
Jednym z typów krucyfiksu mistycznego jest krucyfiks widlasty, w formie uproszczonego drzewa o dwóch rozgałęzieniach, charakteryzujący się mocnym ładunkiem ekspresji, doloryzmu. W sposób nienaturalny wyeksponowano rany i ból męczeństwa Chrystusa przed i podczas ukrzyżowania, a także objawy powszechnych wówczas chorób, m.in. dżumy. Przykładami są krucyfiksy w kościołach Św. Seweryna, Św. Jerzego oraz NMP na Kapitolu w Kolonii. 